# 阿洛菲湾
阿洛菲湾（Alofi Bay）是纽埃岛西岸的一个海湾。它与其南方的另一个较大海湾Avatele Bay占据了纽埃岛西岸的绝大部分。它从西北部的Makapu Point延伸至纽埃岛最西端Halagigie Point。
岛上最大的居民点阿洛菲，靠近阿洛菲湾畔，此外附近还有Aliutu与Tufukia两个居民点。